# الدوري الإسباني الدرجة الثانية ب 2016–17
الدوري الإسباني الدرجة الثانية بي 2016–17 (بالإسبانية: Segunda División B de España 2016-17)‏ هو الموسم 40 من الدوري الإسباني الدرجة الثانية بي. أشرف على تنظيمه رابطة الدوري الإسباني، وفاز فيه كولتورال ليونيسا.